# Leonard van der Kuijp
Leonard van der Kuijp (23 september ±1952) is een Nederlands professor Tibetaans en voorzitter van de afdeling Sanskriet en Indiase studie aan de Harvard-universiteit.
Leonard van der Kuijp begon zijn studie met wiskunde, maar verlegde daarna zijn aandacht naar Tibet Hij behaalde zijn master aan de Universiteit van Saskatchewan in Saskatoon, Canada, en zijn doctoraat aan de Universiteit Hamburg in Duitsland. In 1993 ontving hij de MacArthur Fellowship. Van der Kuijp werkte aan het Nepal Research Center van de Humboldt-Universiteit Berlijn en bij de Universiteit van Washington in Seattle. In juli 1995 trad hij aan bij de faculteit aan de Harvard-universiteit.
Van der Kuijp richt zich in zijn onderzoek vooral op het Indo-Tibetaans boeddhisme, Tibetaans boeddhistische intellectuele geschiedenis, het Tibetaans boeddhisme en de relaties van Tibet met Mongolië en met China.